# 吉良経家
吉良 経家（きら つねいえ）は、鎌倉時代の武将。奥州（武蔵）吉良氏（前期東条吉良氏）3代当主。
『尊卑分脈』の経家の注に「号藤谷」とあり、陸奥国安達郡藤谷庄を領し、藤谷氏を称したという。また、同郡に四本松城（福島県二本松市）を築きこれに拠ったとしているが、現在、藤谷庄の位置もわかっておらず、確証を得られていない。経家の子・貞家の代になり、奥州管領として勢威を振るったことから、誤って伝承されたものと考えられる。